# Трьохболтівка

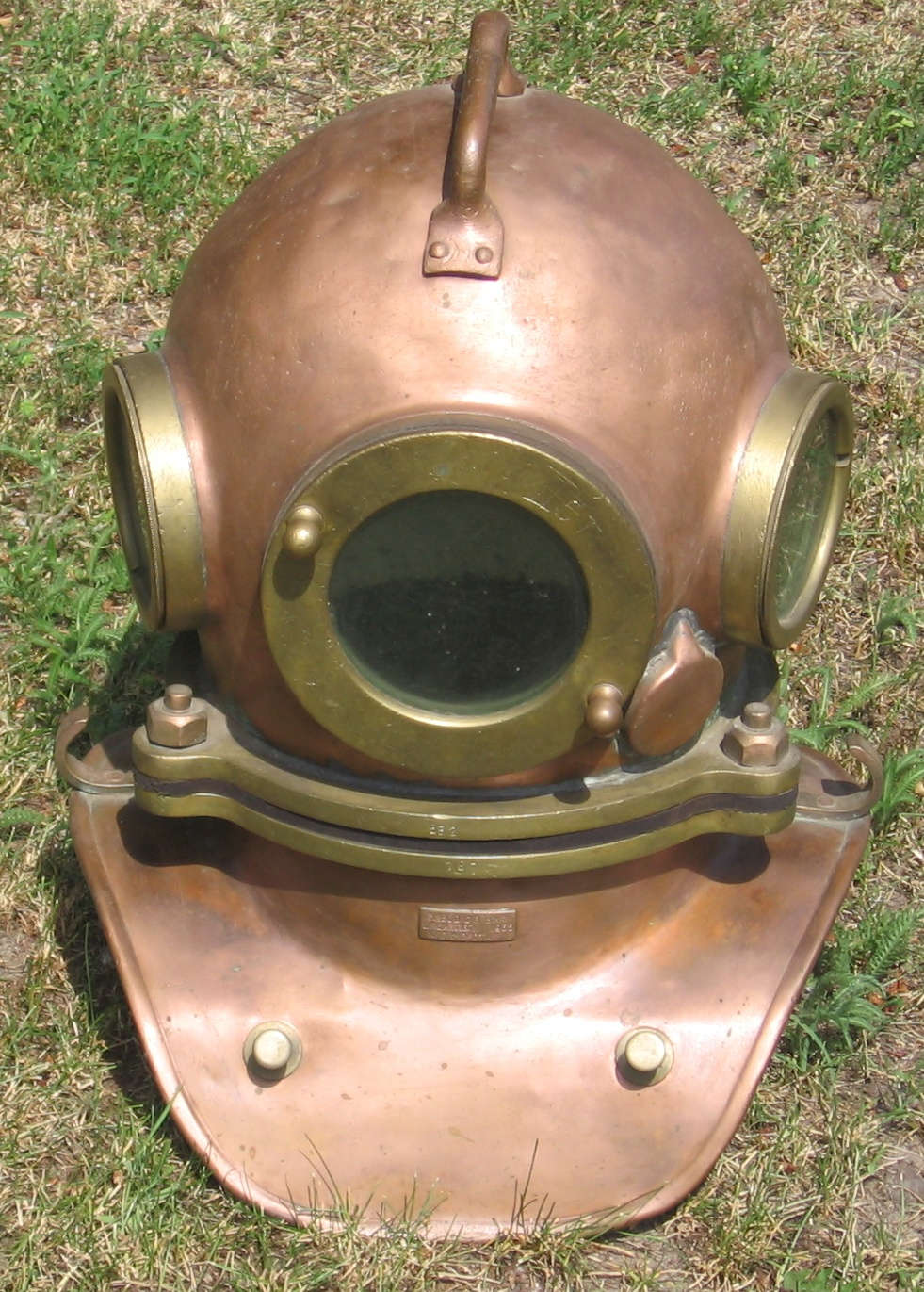
Шолом і манишка від триболтового водолазного костюма

Триболтове водолазне спорядження, «трьохболтівка» — спорядження для безпечного занурення під воду, класичний водолазний костюм.
Дане стандартне водолазне спорядження використовується в російському ВМФ і цивільному флоті з XIX століття і до нашого часу. Ним комплектуються водолазні станції морських і рейдових водолазних ботів, рятувальних суден і буксирів. Воно не ізолює водолаза від тиску зовнішнього середовища (води). Оснащується переговорним пристроєм.
Склад (основні частини) триболтового спорядження:
- мідний (з листової червоної міді) водолазний шолом з загвинчуваним ілюмінатором (оглядовим віконцем), кріпиться до манишки трьома болтами (звідси назва). На шоломі розміщуються стравлювально-запобіжні золотникові клапани. Товщина скла ілюмінаторів — 12 мм. Термін служби шолома — 9 років.
- водолазна сорочка (водонепроникний гумовий комбінезон) з манишкою. Для триболтового спорядження застосовуються сорочки ВР-3 і ВРЕ-3. Сорочки ВР-3 виготовляються з тришарової прогумованої матерії (тіфтік, доместик і шовковиста гума), а ВРЕ-3 — з тканини на капроновій основі. Сорочки виготовляються трьох зростів.
- водолазні калоші (боти з обтяжувачами, виготовленими з міді або свинцю),
- водолазні вантажі (два свинцеві або чавунні виливки масою 16 кг (обтяжені — 18 кг) кожен, які розміщуються на грудях і спині),
- водолазний ніж у футлярі,
- повітряний шланг або шланг-кабель,
- сигнальний кінець або кабель-сигнал,
- водолазна білизна (утеплювальний вовняний костюм).

Об'єм водолаза, одягненого в спорядження, збільшується, в залежності від матеріалу утеплювального костюма і об'єму повітря в скафандрі, на 30-50 дм3. Для погашення позитивної плавучості (яка не дозволить йому зануритися), вага водолаза повинна бути більшою від ваги води, витісненої водолазом, одягненим у спорядження. Для збільшення ваги використовуються водолазні вантажі і калоші, які нейтралізують позитивну плавучість (підіймальну силу) і надають йому необхідної стійкості під водою. Вантажі і галоші спорядження розраховані так, щоб водолаз при роботі міг перебувати на ґрунті не спливаючи, і при цьому його вага в спорядженні (негативна плавучість) була більшою від ваги витісненої ним води.
Обважнювачі кріпляться двома плечовими ременями поверх манишки і нижнім брасом, який пропускається між ніг водолаза і застібається пряжкою біля переднього вантажу. Розташування заднього вантажу трохи нижче переднього надає водолазу під водою нахил вперед і полегшує його пересування.
Пара водолазних калош, що входять до складу комплекту, має загальну масу 21 кг (нормальної маси) або 23 кг (обтяжені). Обтяжені вантажі і калоші використовуються при роботах на течії і на глибинах понад 45 м, а також при спусках в рідини з дуже великою густиною (в замуленій воді або в глинистому розчині споруджуваної шахти). Загальна маса додаткового вантажу водолаза визначається пробними спусками в залежності від густини замуленої води або розчину.
Повітря подає електромеханічна повітряна помпа. У штатному режимі помпа працює від електродвигуна, в аварійному — вручну, 32 оберти за хвилину. Застосовується для виконання аварійно-рятувальних, суднопідіймальних та інших робіт на глибинах до 60 м.
Після роботи на глибині обов'язкова декомпресія.